# 110e Coupe Grey
Pour les articles homonymes, voir Coupe Grey.
Match précédent Match suivant
La 110e Coupe Grey est la finale du championnat 2023 de la Ligue canadienne de football (LCF).
Le match a lieu le 19 novembre 2023 au Tim Hortons Field à Hamilton, en Ontario, entre les champions de la division Ouest, les Blue Bombers de Winnipeg, et les champions de la division Est, les Alouettes de Montréal.
C'est la 12e édition jouée à Hamilton, la dernière datant de 2021,.
Le match est remporté 28 à 24 par les Alouettes de Montréal, succédant aux Argonauts de Toronto,.

## Contexte de la Coupe

### Contexte sanitaire
À la suite des ordonnances de santé publique relatives au COVID-19 en vigueur dans l'Ontario à la mi-octobre 2021, toutes les festivités de divertissements prévues à l'occasion de la 108e Coupe Grey de 2021 jouées à Hamilton ont été soumises à restrictions.
En compensation, il est décidé, le 14 octobre 2021, d'organiser à Hamilton la 110e Coupe Grey avec toutes les festivités normalement prévues,.

### Divertissement
Le « Festival de la Coupe Grey » organisé par Hamilton Sports Group se déroule dans le centre-ville d'Hamilton du 16 au 18 novembre 2023.
Un terrain de football de 35 mètres est construit au John Weir Foote Armory où est organisé un tournoi de flag-football sur plusieurs jours.
Des festivités pour toutes les équipes de la LCF sont organisées au Hamilton Convention Centre (en), au FirstOntario Centre et au Bridgeworks.
Quant au déjeuner annuel des légendes de l'Association des anciens de la LCF, il se tient le 17 novembre 2023 à la station LIUNA..

## Organisation de la Coupe

### Date
Selon la dernière convention collective signée en 2022, la ligue avait la possibilité de commencer la saison 2023 trente jours plus tôt que prévu, ce qui aurait pu modifier considérablement la date du match La ligue a néanmoins choisi de conserver le calendrier existant et les Tiger-Cats de Hamilton ont confirmé que le match se jouerait le 19 novembre 2023.

### Divertissement musical
Le chanteur pop Jamie Fine a chanté lors du spectacle d'avant-match et l'hymne national canadien a été interprété par Simone Soman, demi-finaliste de Canada's Got Talent, faisant d'elle la première chanteuse aveugle à interpréter l'hymne à l'occasion d'une Coupe Grey.
Le groupe punk rock américain Green Day s'est produit pendant le spectacle de la mi-temps et a interprété quatre chansons: «The American Dream is Killing Me», «Basket Case», «Boulevard of Broken Dreams» et «Holiday».

### Équipes finalistes
Le match met en présence les Blue Bombers de Winnipeg (quatrième Coupe Grey consécutive, la 28e de leur histoire) et les Alouettes de Montréal (19e Coupe Grey de leur histoire et qui, avant ce match, détenaient le record de la plus longue absence en finale, leur dernière participation datant de 2010).
Avant la finale, les Blue Bombers affichaient un palmarès de 12 victoires en Coupe Grey (dont deux des trois dernières) pour sept aux Alouettes,,.